# Shun Aso
Shun Aso (麻生 瞬 Aso Shun?, nacido el 23 de abril de 1985 en Osaka) es un exfutbolista japonés. Jugaba de defensa y su último club fue el Kagoshima United FC de Japón.

## Trayectoria

### Clubes
| Club                | País  | Año         |
| ------------------- | ----- | ----------- |
| AC Nagano Parceiro  | Japón | 2010 - 2011 |
| SP Kyoto FC         | Japón | 2012 - 2015 |
| Kagoshima United FC | Japón | 2016        |

## Estadística de carrera

### J. League
| Club                | Año   | J. League | J. League | Copa J. League | Copa J. League | Total | Total |
| Club                | Año   | Part.     | Goles     | Part.          | Goles          | Part. | Goles |
| ------------------- | ----- | --------- | --------- | -------------- | -------------- | ----- | ----- |
| Kagoshima United FC | 2016  | 1         | 0         | -              | -              | 1\|0  |       |
| Total               | Total | 1         | 0         | 0              | 0              | 1     | 0     |